# Gare d'Aillevillers
La gare d'Aillevillers est une gare ferroviaire française de la ligne de Blainville - Damelevières à Lure, située sur le territoire de la commune de Corbenay, dans le département de la Haute-Saône en région Bourgogne-Franche-Comté.
C'est une halte voyageurs de la Société nationale des chemins de fer français (SNCF), desservie par des trains TER Bourgogne-Franche-Comté.

## Situation ferroviaire
Établie à 282 mètres d'altitude, la gare d'Aillevillers est située au point kilométrique (PK) 94,214 de la ligne de Blainville - Damelevières à Lure, entre les gares ouvertes de Bains-les-Bains et de Luxeuil-les-Bains.
C'est une ancienne gare de bifurcation, origine : de la courte ligne d'Aillevillers à Plombières-les-Bains (fermée) qui desservaient la gare de Plombières-les-Bains, et de la ligne d'Aillevillers à Port-d'Atelier-Amance (fermée) qui faisait la liaison avec la ligne de Paris-Est à Mulhouse-Ville en gare de Port-d'Atelier-Amance.

## Histoire
La « station d'Aillevillers » est mise en service le 4 février 1860 par la Compagnie des chemins de fer de l'Est lorsqu'elle ouvre à l'exploitation la section de Port-d'Atelier à Aillevillers, deuxième section de la concession de Nancy à Gray. Gare terminus de ce tronçon elle permet également la desserte de la ville thermale de Plombières-les-Bains située à 8 kilomètres. Elle devient une gare de passage trois ans plus tard avec l'ouverture à l'exploitation, le 24 septembre 1863 de la section d'Épinal à Aillevillers.
Aillevillers devient un nœud ferroviaire le 25 avril 1878, avec l'ouverture de la section d'Aillevillers à Lure. Cette situation est encore renforcée avec la mise en service le 14 juin 1878 de la courte ligne ayant la gare de Plombières-les-Bains comme terminus.
En 2010, le guichet est fermé et la gare perd son personnel, elle devient un point d'arrêt à accès libre bien que son bâtiment voyageurs conserve un hall d'attente ouvert.

## Fréquentation
De 2015 à 2024, selon les estimations de la SNCF, la fréquentation annuelle de la gare s'élève aux nombres indiqués dans le tableau ci-dessous.
| Année     | 2015  | 2016  | 2017  | 2018  | 2019  | 2020  | 2021  | 2022  | 2023  | 2024  |
| --------- | ----- | ----- | ----- | ----- | ----- | ----- | ----- | ----- | ----- | ----- |
| Voyageurs | 6 932 | 5 942 | 5 594 | 4 429 | 7 348 | 8 639 | 5 715 | 5 628 | 4 553 | 5 488 |

## Service des voyageurs

### Accueil
Halte SNCF c'est un point d'arrêt non géré (PANG) à entrée libre. Elle dispose d'un bâtiment voyageurs ouvert tous les jours, sans guichet mais avec un automate pour l'achat de titres de transport et un hall d'attente. Les deux quais latéraux de la gare ont une longueur de 272 mètres.

### Desserte
Aillevillers est desservie par des trains TER Bourgogne-Franche-Comté, qui effectuent des missions entre les gares de Épinal et Belfort.

### Intermodalité
Le stationnement des véhicules est possible à côté de l'ancien bâtiment voyageurs.

## Service des marchandises
Bien qu'elle comporte une installation terminale embranchée, cette gare est fermée au service des marchandises depuis 2010. Cependant, elle comporte des voies de service qui la rendent ouverte au service infrastructure de la SNCF.